# 다이고지

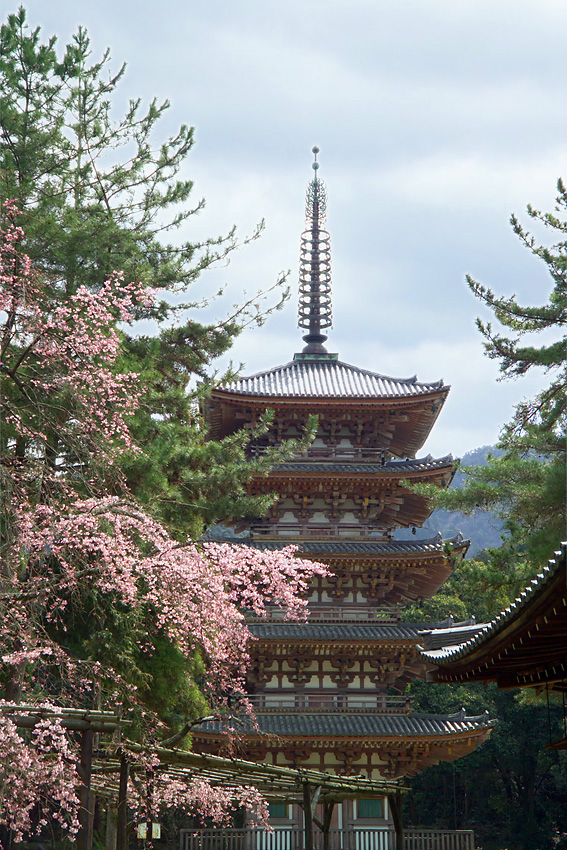
다이고지의 5층탑은 일본의 국보이다

다이고지(제호사, 醍醐寺)는 일본 교토부 교토시 후시미구에 있는 진언종의 사원이다. 절의 본존은 약사여래의 것이다.

## 역사
다이고지는 헤이안 시대 초기에 설립되었다. 절은 874년에 이원대사 쇼보에 의해 세워졌다. 930년 9월 22일에 다이고 천황은 병에 걸렸고 퇴위하였다. 9월 29일에 다이고 천황은 아주 이른 아침에 승려가 되었다. 승려로써 그는 호콘고라는 불교식 이름을 가지게 되었고 얼마 지나지 않아서 46세의 나이로 사망하였다. 이 승려는 다이고지의 경내에 묻혔고 이러한 이유로 예전 천황의 사후의 이름은 다이고 천황이 되었다.

## 국보
금당과 5층탑을 포함한 몇몇 건물들은 일본의 국보이다.
다이고지에는 건물과 여러 작품들을 포함한 18개의 특별하게 지정된 국보가 있고 또한 많은 문화적 자산을 지니고 있다.
다이고지는 고도 교토의 문화재의 일부로 유네스코 세계유산으로 지정되었다.
다이고지의 5층탑은 951년에 세워졌고 교토에서 가장 오래된 건물이다. 이것은 1400년대의 오닌의 난 때 살아남은 몇 안되는 건물 중 하나이다.

## 정원

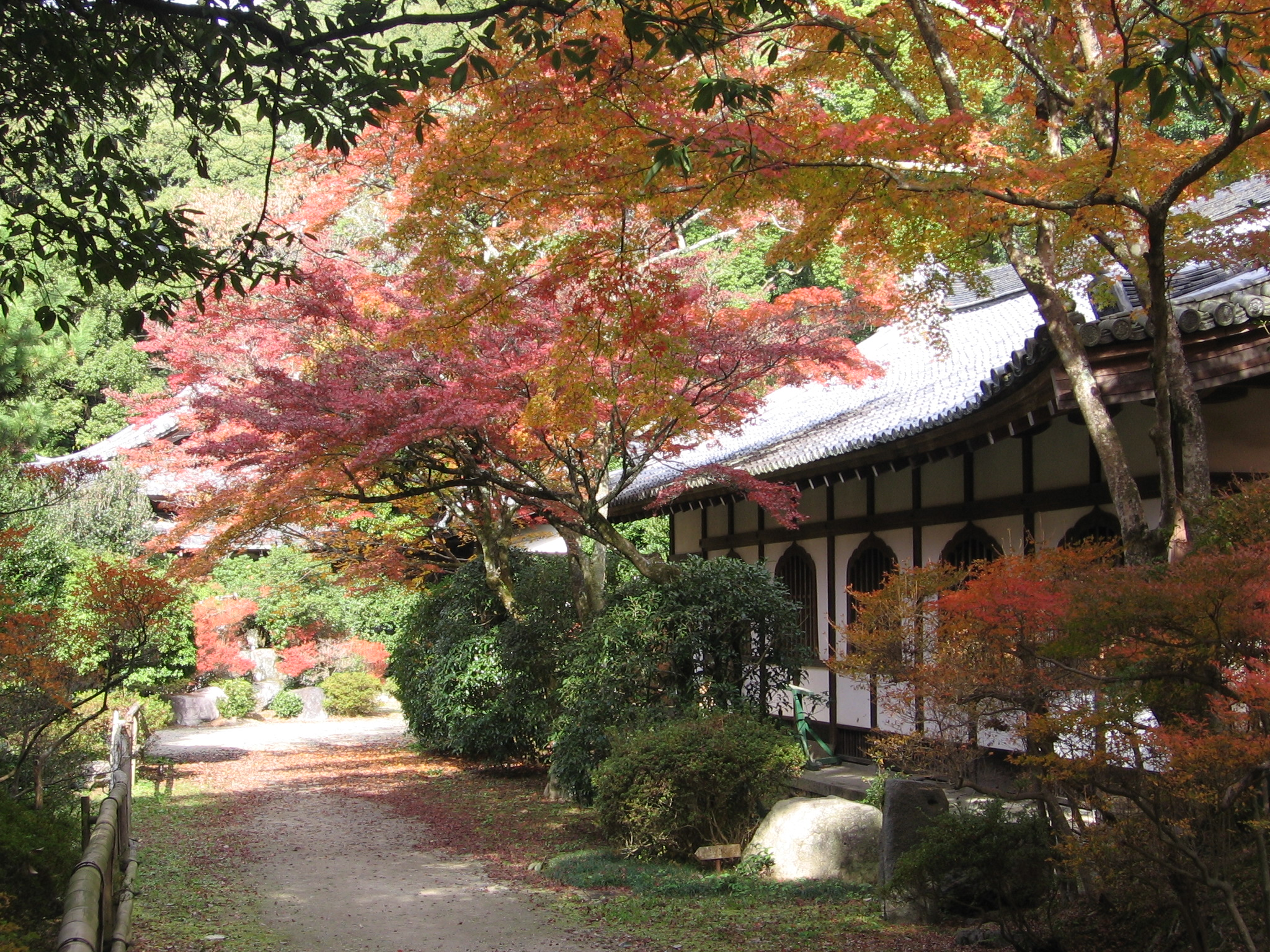
가을의 다이고지의 단풍나무

정원의 가을의 아름다운 단풍은 많은 관광객들을 이끈다. 다이고노 미사사기로 알려진 스자쿠 천황의 영묘가 다이고지 주변에 위치한다.

## 사건

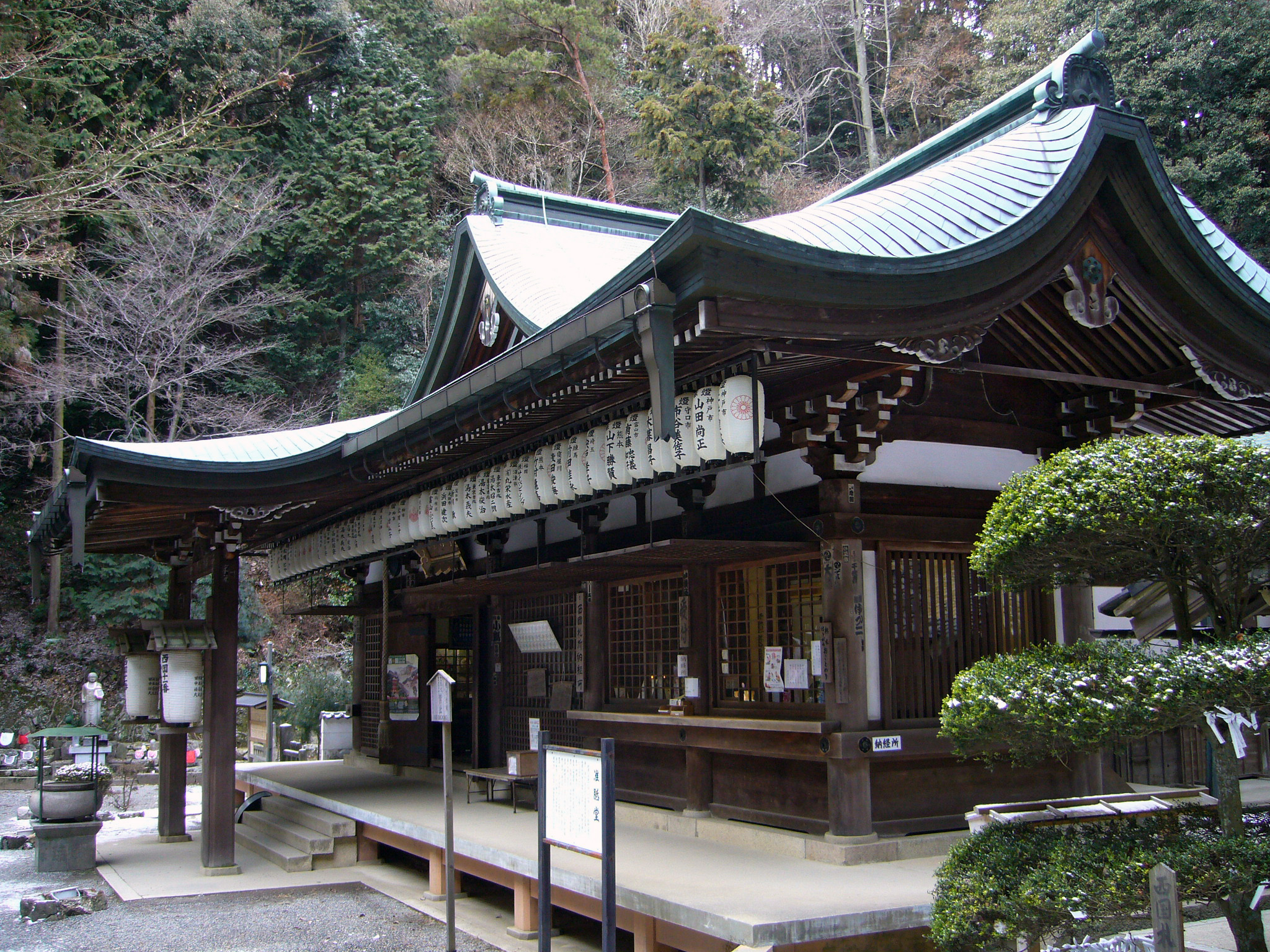
준지당 (2006)

2008년 8월 24일에 절의 동쪽 언덕 위에 있는 준지당이 화재로 거의 전소되었다. 이것은 절의 상(上) 다이고의 일부로서 세워져있었다. 상 다이고는 간사이 33소의 11번째의 것으로 1968년에 재건된 것이었다.